# Batalla de Kúpiansk (2024-presente)
La segunda batalla de Kúpiansk se refiere a una serie de enfrentamientos militares que tiene lugar en los alrededores de la ciudad de Kúpiansk, así como a lo largo del río Oskil, entre Kúpiansk, pasando por Dvorichna, y el asentamiento fronterizo de Tópoli, en el óblast de Járkov. Las operaciones ofensivas se reanudaron en esa dirección tras el ataque de las fuerzas rusas a Kúpiansk a finales de noviembre de 2024 y se intensificaron tras el establecimiento de varias cabezas de puente en la orilla occidental del río Oskil a principios de 2025.

## Antecedentes
En septiembre de 2022, las fuerzas ucranianas lanzaron una importante contraofensiva en el óblast de Járkov, obligando a las fuerzas rusas a retirarse de la mayor parte del óblast y a desplegarse en la orilla oriental del río Oskil. Durante la contraofensiva, la ciudad de Kúpiansk fue liberada.
A finales de 2024, en medio de las ofensivas rusas en el óblast de Donetsk, las fuerzas rusas comenzaron a atacar y avanzar en el este del óblast de Járkov, particularmente en dirección a Kúpiansk, el centro administrativo del raión de Kúpiansk. El 13 de noviembre, las fuerzas rusas atacaron directamente la ciudad de Kúpiansk desde el norte, utilizando dos columnas blindadas. Sin embargo, a finales de noviembre, las fuerzas rusas se habían retirado prácticamente de la ciudad de Kúpiansk tras los exitosos contraataques ucranianos.
A finales de enero de 2025, el Instituto para el Estudio de la Guerra evaluó que las fuerzas rusas estaban intentando usar sus cabezas de puente a través del río Oskil para apoyar sus avances y rodear Kúpiansk desde el noroeste, así como sentar las bases para futuros avances y ofensivas en el óblast de Járkov.

## Ofensiva

### Primera cabeza de puente establecida y captura de Dvorichna (29 de noviembre - 29 de enero)
A finales de noviembre de 2024, un funcionario ucraniano confirmó que las tropas rusas habían cruzado recientemente a la orilla oeste del río Oskil, cerca del puente colgante al sur de Novomlynsk. Al mismo tiempo, el Estado Mayor de las Fuerzas Armadas de Ucrania admitió que las fuerzas rusas lanzaron ataques en la orilla oeste cerca de Fyholivka, Holubivka y Kindrashivka. Los combates continuaron hasta diciembre de 2024, cuando las tropas ucranianas informaron que las fuerzas rusas intentaban cruzar el río Oskil a pocos kilómetros al norte de la ciudad de Kupiansk. Las tropas rusas lograron capturar temporalmente la aldea de Novomlynsk a principios de diciembre, pero se vieron obligadas a retirarse rápidamente unos días después. Los intentos rusos de cruzar el río durante todo el mes fueron infructuosos y repelidos por las fuerzas ucranianas.
A finales de diciembre, blogueros militares rusos informaron que las fuerzas rusas se habían retirado de las afueras del noreste de Kupiansk a posiciones fortificadas cerca de Petropavlivka hacía algún tiempo, ya que los vehículos aéreos no tripulados ucranianos interrumpían las líneas de suministro terrestres rusas. A principios de enero de 2025, las fuerzas rusas aumentaron la presión en la orilla occidental del río y comenzaron a atacar posiciones ucranianas al otro lado del río Oskil, cerca del asentamiento de Dvorichna, realizando varios intentos de cruzar el río y afianzarse en el asentamiento. El observador militar ucraniano Kostyantyn Mashovets declaró el 8 de enero que las fuerzas rusas habían avanzado ligeramente al sur de Dvorichna y se movían por la carretera Dvorichna-Kupyansk hacia Zapadne. Al día siguiente, The Moscow Times informó que las fuerzas rusas habían establecido con éxito una cabeza de puente en la orilla occidental del río Oskil, en las afueras del sureste de Dvorichna, a 10 kilómetros al norte de la ciudad de Kupiansk. Durante este tiempo, las fuerzas rusas afirmaron haber capturado Novomlynsk, ciudad que había estado bajo control ruso y ucraniano con frecuencia durante el último mes.
A lo largo de enero, las fuerzas rusas realizaron pequeños avances en su cabeza de puente alrededor de Dvorichna, tanto dentro como fuera del asentamiento, e informaron haber capturado la aldea abandonada de Kalynove. Sin embargo, se enfrentaron a una fuerte resistencia y contraataques de las fuerzas ucranianas en la zona, lo que obstaculizó su avance. El 19 de enero, el Estado Mayor ucraniano reconoció las recientes afirmaciones de que las fuerzas rusas estaban atacando cerca de Stroivka. Tras luchar por asegurar Dvorichna, las tropas rusas avanzaron hacia el oeste por la carretera P-79 y afirmaron haber capturado la aldea de Zapadne el 22 de enero. El 29 de enero, el Ministerio de Defensa ruso afirmó que las fuerzas rusas habían ampliado su cabeza de puente y capturado Dvorichna. Sin embargo, esta afirmación fue desmentida por el gobernador del óblast de Járkov.

### Segunda cabeza de puente y avances continuos (29 de enero — 29 de marzo)
Tras afirmar haber capturado Dvorichna, las fuerzas rusas continuaron su avance al norte, oeste y suroeste del asentamiento, hacia el asentamiento de Fyholivka, al norte de Dvorichna. A principios de febrero, medios de comunicación ucranianos y blogueros militares rusos informaron que las fuerzas rusas habían establecido con éxito una segunda cabeza de puente cerca de Tópoli. El 5 de febrero, el observador militar ucraniano Kostyantyn Mashovets declaró que las fuerzas rusas habían capturado Zapadne. Al día siguiente, las fuerzas rusas capturaron Fyholivka. Tras esto, los avances en la cabeza de puente comenzaron a estancarse; sin embargo, las fuerzas rusas continuaron atacando la aldea de Krasne Pershe desde el otro lado del río Oskil, e intentaron avanzar hacia el norte desde la cabeza de puente.
Las imágenes publicadas el 22 de febrero mostraron a las tropas rusas avanzando hacia el centro de Tópoli. Dos días después, el Ministerio de Defensa ruso afirmó que las fuerzas rusas habían capturado el asentamiento fronterizo de Tópoli. A pesar de esta afirmación, los combates continuaron en el asentamiento durante febrero y marzo, hasta que las fuerzas rusas finalmente tomaron el control el 23 de marzo.
Durante marzo, las fuerzas ucranianas lograron lanzar pequeños contraataques en dirección a Zapadne y recuperaron parte del asentamiento. Simultáneamente, las fuerzas rusas comenzaron a expandir sus posiciones al norte de Dvorichna, hacia el asentamiento de Krasne Pershe, afirmando haber establecido una tercera cabeza de puente al norte del asentamiento. Sin embargo, no se confirmó la presencia de tropas rusas en la orilla occidental del río en la zona. El 29 de marzo, las fuerzas rusas afirmaron haber capturado Krasne Pershe.

### Tercera cabeza de puente y combates por Kamyanka (29 de marzo — 28 de abril)
A finales de marzo, las fuerzas rusas comenzaron a avanzar por la parte sur de la cabeza de puente de Dvorichna hacia las afueras septentrionales de Kupiansk, y se dirigieron hacia el asentamiento estratégico de Kindrashivka. Los combates en torno al asentamiento continuaron hasta abril, cuando las fuerzas rusas afirmaron haber avanzado hacia las zonas septentrional y oriental del asentamiento. Durante estos avances, también se reportaron combates en las afueras noroccidentales de Petropavlivka.
A principios de abril, las fuerzas rusas comenzaron a atacar la aldea de Kamyanka desde el otro lado del río Oskil y afirmaron haber establecido una cabeza de puente justo al noreste de la aldea; sin embargo, la presencia de tropas rusas no pudo confirmarse en ese momento. Los combates continuaron durante toda la semana, y el 8 de abril se confirmó la presencia de fuerzas rusas activas en la orilla occidental del río Oskil, a las afueras de Kamyanka, y al día siguiente las tropas entraron en la aldea por el sur. Los ataques rusos en Kamyanka y sus alrededores continuaron durante la semana, y las fuerzas rusas afirmaron haber avanzado hacia el noreste de la aldea el 16 de abril. Al día siguiente, las fuerzas rusas continuaron expandiendo su cabeza de puente; imágenes mostraban a las tropas rusas avanzando directamente al este de Kamyanka, mientras que en dirección a Dvorichna, las fuerzas rusas afirmaron haber avanzado al oeste de Zapadne. El 18 de abril, las fuerzas rusas avanzaron al sur de Zapadne y al este de Kindrashivka hacia el asentamiento de Mala Shapkivka, y afirmaron haber entrado desde las afueras del sureste al día siguiente. Un bloguero militar ruso afirmó que el centro de Mala Shapkivka se había convertido en una zona gris.
El 22 de abril, fuerzas rusas y blogueros militares reivindicaron varios avances en la línea del frente de Kupiansk y aseguraron haber capturado toda la orilla occidental del río Oskil, al norte de Kúpiansk. Las fuerzas rusas afirmaron haber avanzado al noreste de Tópoli a lo largo de la frontera internacional con Rusia y Ucrania, al suroeste de Kamyanka y al noreste de Krasne Pershe a lo largo del río Oskil, al noroeste de Zapadne hacia las afueras de Doroshivka y al suroeste hacia Mala Shapkivka, al norte de Kúpiansk, y al noroeste y noreste a lo largo de las afueras de Petropavlivka. Los combates continuaron en los asentamientos de Kamyanka, Mala Shapkivka, Kindrashivka y Petropavlivka y sus alrededores. Tras estos avances, los combates se estancaron durante unos días hasta el 26 de abril, cuando las fuerzas rusas afirmaron haber avanzado al sureste de Kúpiansk, cerca de la aldea de Stepova Novoselivka. Al día siguiente, las fuerzas rusas afirmaron haber llegado a Doroshivka. El 28 de abril, el Ministerio de Defensa afirmó que las fuerzas rusas habían capturado Kamyanka; sin embargo, solo se pudo confirmar el control de la mitad sur del asentamiento.

### Continuaron los avances al oeste del río Oskil (28 de abril — presente)
Tras la afirmación de Rusia de haber capturado Kamyanka, las fuerzas rusas comenzaron a avanzar hacia el oeste, adentrándose en el óblast de Járkov, para reforzar su cerco de Kupiansk. El 29 de abril, el Ministerio de Defensa afirmó que las fuerzas rusas habían capturado Doroshivka. Las fuerzas rusas también afirmaron haber avanzado más al oeste de Doroshivka, tomando posiciones en los campos cercanos al este de la ciudad de Monachynivka y el asentamiento de Vasylivka, y afirmaron haber avanzado hacia el centro de Mala Shapkivka.
Tras varios combates las fuerzas rusas se acercaron a Kupiansk, logrando entrar por el norte a la ciudad y tras romper el frente en la parte occidental de la ciudad se lanzaron a la ofensiva avanzando sobre el asentamiento cercano de Moskovka. De esta manera se acercan peligrosamente a la carretera, poniendo en peligro sus suministros. 

## Análisis
La ofensiva sobre Kúpiansk forma parte de un esfuerzo renovado para avanzar hacia el este del óblast de Járkov y retomar posiciones hasta el río Oskil y al otro lado de este para cortar el acceso logístico ucraniano en la orilla oriental. El Instituto para el Estudio de la Guerra ha evaluado que recuperar el territorio hasta el río Oskil permitiría a las fuerzas rusas rodear el norte del óblast de Donetsk y atacar directamente los centros logísticos ucranianos allí, como Limán, como parte del esfuerzo principal más amplio de Rusia en el este de Ucrania.